# Aleksandr Galliamov
Aleksandr Romanovitch Galliamov (en russe : Александр Романович Галлямов), né le 28 août 1999 à Berezniki, est un patineur artistique russe.

## Biographie

### Carrière sportive
Aleksandr Galliamov et Anastasia Mishina sont médaillés de bronze des Championnats du monde juniors de patinage artistique 2018 à Sofia, médaillés d'or de la finale du Grand Prix junior 2018-2019 à Vancouver ainsi que des Championnats du monde juniors de patinage artistique 2019 à Zagreb, troisièmes de la finale du Grand Prix ISU 2019-2020 à Turin, avant d'être sacrés champions du monde en 2021 à Stockholm. Vainqueur des Championnats du monde par équipes de patinage artistique 2021, le duo est champion d'Europe en 2022 à Tallinn.
Aux Jeux olympiques de Pékin de 2022, il est membre de l'équipe mixte médaillée d'or ; il contribue à cette médaille notamment en s'imposant dans le programme libre couples avec Anastasia Mishina. Le 19 février, ils prennent la 3e place lors de l'épreuve par couples. Cependant, deux ans plus tard, le Tribunal Arbitral du Sport (TAS) prononce une suspension de quatre ans à l'encontre de Kamila Valieva, membre de l'équipe qui a remporté l'or. La décision du Tribunal arbitral du sport signifie que la Russie perd le titre dans l’épreuve par équipe et récupère la médaille de bronze.

## Palmarès
Avec sa partenaire Anastasia Mishina
| Compétition | 2018    | 2019    | 2020    | 2021    | 2022    | 2023    | 2024    | 2025    |  |  |  |  |  |  |
| Jeux olympiques d'hiver |         |         |         |         | 3e      |         |         |         |  |  |  |  |  |  |
| Championnats du monde |         |         | CA      | 1er     | CI      | CI      | CI      | CI      |  |  |  |  |  |  |
| Championnats d’Europe |         |         |         | CA      | 1er     | CI      | CI      | CI      |  |  |  |  |  |  |
| Championnats de Russie | 7e      | 5e      | 4e      | 4e      | 1er     | 2e      | 1er     | 1er     |  |  |  |  |  |  |
| Championnats du monde juniors                                                                                              | 3e      | 1er     |         | CA      |         |         |         |         |  |  |  |  |  |  |
| |         |         |         |         |         |         |         |         |  |  |  |  |  |  |
| Grand Prix ISU | 2017/18 | 2018/19 | 2019/20 | 2020/21 | 2021/22 | 2022/23 | 2023/24 | 2024/25 |  |  |  |  |  |  |
| Finale du Grand Prix |         |         | 3e      | CA      | CA      | CI      | CI      | CI      |  |  |  |  |  |  |
| Trophée de France |         |         | 1er     | CA      |         | CI      | CI      | CI      |  |  |  |  |  |  |
| Coupe de Russie |         |         |         | 2e      | 1er     | CI      | CI      | CI      |  |  |  |  |  |  |
| Trophée NHK |         |         | 3e      |         | 1er     | CI      | CI      | CI      |  |  |  |  |  |  |
| Légende : CA = Compétitions annulées à cause de la pandémie de Covid-19 ; CI = Compétitions interdites aux athlètes russes |         |         |         |         |         |         |         |         |  |  |  |  |  |  |